# 江殷 (永樂壬辰進士)
江殷（1368年—？），字孔殷，江西廣信府貴溪縣孝思鄉二都人，明朝政治人物、進士出身。

## 生平
江西鄉試三十九名，會試九十五名。永樂十年（1412年），登進士第二甲第二十四名。

## 家族
曾祖江友立、祖父江與義、父親江思廣。有弟江文殷、江武殷。